# Vítor Meira
Vítor Meira (ur. 27 marca 1977 roku w Brasílii) – brazylijski kierowca wyścigowy.

## Kariera
W swojej karierze IndyCarSeries nie wygrał dotąd ani jednego wyścigu, natomiast aż osiem razy zajmował drugie miejsce, w tym dwukrotnie podczas Indianapolis 500.
Debiutował w IRL w zespole Johna Menarda pod koniec 2002 roku. W swoim czwartym występie, na torze Texas Motor Speedway, wywalczył pole position, a w samym wyścigu zajął trzecią pozycję. W 2003 roku zaliczył pełny program startów, ale dysponując znacznie słabszymi od konkurencji silnikami Chevroleta, nie mógł nawiązać równorzędnej walki.
W 2004 roku zespół Menarda połączył się z Panther Racing, a Meira odszedł do Rahal Letterman Racing, gdzie spędził dwa sezony. W 2006 roku przeszedł do Panther Racing, w którym ścigał się przez kolejne trzy lata.
W sezonie 2009 został zastąpiony przez Dana Wheldona i przeniósł się do zespołu A.J. Foyt Enterprises. Podczas wyścigu Indianapolis 500 doznał złamania żeber w kolizji z Raphaelem Matosem, które wykluczyło go ze startów do końca sezonu.
Przez kolejne dwa sezony startował w zespole A.J. Foyta, natomiast w 2012 nie znalazł dla siebie miejsca w serii IndyCar i powrócił do Brazylii gdzie wystartował w lokalnych wyścigach (m.in. Stock Car Brasil).

## Starty w karierze
| Sezon | Seria                  | Zespół                 | Starty | PP | Zwyc. | Punkty | Pozycja |
| ----- | ---------------------- | ---------------------- | ------ | -- | ----- | ------ | ------- |
| 1999  | Formuła 3 Sudamericana | Brasilia Racing        | 18     | 1  | 2     | 123,5  | 6.      |
| 2000  | Formuła 3 Sudamericana | Amir Nasr Racing       | 18     | 4  | 8     | 259    | 1.      |
| 2001  | Euro Formuła 3000      | ADM Motorsport         | 7      | 0  | 0     | 16     | 5.      |
| 2002  | Indy Racing League     | Team Menard            | 4      | 1  | 0     | 96     | 25.     |
| 2003  | IRL IndyCar Series     | Team Menard            | 10     | 0  | 0     | 170    | 22.     |
| 2004  | IRL IndyCar Series     | Rahal Letterman Racing | 14     | 1  | 0     | 376    | 8.      |
| 2005  | IRL IndyCar Series     | Rahal Letterman Racing | 17     | 0  | 0     | 422    | 7.      |
| 2006  | IRL IndyCar Series     | Panther Racing         | 14     | 0  | 0     | 411    | 5.      |
| 2007  | IRL IndyCar Series     | Panther Racing         | 17     | 0  | 0     | 334    | 12.     |
| 2008  | IRL IndyCar Series     | Panther Racing         | 18     | 0  | 0     | 324    | 13.     |
| 2009  | IRL IndyCar Series     | A.J. Foyt Enterprises  | 4      | 0  | 0     | 62     | 28.     |
| 2010  | IRL IndyCar Series     | A.J. Foyt Enterprises  | 17     | 0  | 0     | 310    | 12.     |
| 2011  | IRL IndyCar Series     | A.J. Foyt Enterprises  | 17     | 0  | 0     | 287    | 16.     |

## Starty w Indianapolis 500
| Rok  | Nadwozie | Silnik    | Start | Wynik | Uwagi   |
| ---- | -------- | --------- | ----- | ----- | ------- |
| 2003 | Dallara  | Chevrolet | 26    | 12    |         |
| 2004 | G-Force  | Honda     | 7     | 6     |         |
| 2005 | Panoz    | Honda     | 7     | 2     |         |
| 2006 | Dallara  | Honda     | 6     | 10    |         |
| 2007 | Dallara  | Honda     | 19    | 10    |         |
| 2008 | Dallara  | Honda     | 8     | 2     |         |
| 2009 | Dallara  | Honda     | 14    | 21    | Wypadek |
| 2010 | Dallara  | Honda     | 30    | 27    | Wypadek |
| 2011 | Dallara  | Honda     | 11    | 15    |         |